# قائمة قرارات مجلس الأمن التابع للأمم المتحدة لعام 1997
تتضمن قائمة قرارات مجلس الأمن التابع للأمم المتحدة لعام 1997 جميع القرارات الصادرة عن مجلس الأمن التابع للأمم المتحدة خلال العام 1997.

## القائمة
| رقم القرار | الرمز            | نص القرار                         | موضوع القرار |
| ---------- | ---------------- | --------------------------------- | --- |
| 1093       | S/RES/1093(1997) | نص الوثيقة على موقع الأمم المتحدة | الحالة في كرواتيا |
| 1094       | S/RES/1094(1997) | نص الوثيقة على موقع الأمم المتحدة | أمريكا الوسطى: جهود تحقيق السلام                                                                                                  |
| 1095       | S/RES/1095(1997) | نص الوثيقة على موقع الأمم المتحدة | الحالة في الشرق الأوسط |
| 1096       | S/RES/1096(1997) | نص الوثيقة على موقع الأمم المتحدة | الحالة في جورجيا |
| 1097       | S/RES/1097(1997) | نص الوثيقة على موقع الأمم المتحدة | الحالة في منطقة البحيرات الكبرى                                                                                                   |
| 1098       | S/RES/1098(1997) | نص الوثيقة على موقع الأمم المتحدة | الحالة في أنغولا |
| 1099       | S/RES/1099(1997) | نص الوثيقة على موقع الأمم المتحدة | الحالة في طاجيكستان وعلى امتداد الحدود الطاجيكية - الأفغانية                                                                      |
| 1100       | S/RES/1100(1997) | نص الوثيقة على موقع الأمم المتحدة | الحالة في ليبيريا |
| 1101       | S/RES/1101(1997) | نص الوثيقة على موقع الأمم المتحدة | الحالة في ألبانيا |
| 1102       | S/RES/1102(1997) | نص الوثيقة على موقع الأمم المتحدة | الحالة في أنغولا |
| 1103       | S/RES/1103(1997) | نص الوثيقة على موقع الأمم المتحدة | الحالة في البوسنة والهرسك |
| 1104       | S/RES/1104(1997) | نص الوثيقة على موقع الأمم المتحدة | إنشاء محكمة دولية لمقاضاة الأشخاص المسؤولين عن الانتهاكات الجسيمة للقانون الإنساني الدولي التي ارتكبت في إقليم يوغوسلافيا السابقة |
| 1105       | S/RES/1105(1997) | نص الوثيقة على موقع الأمم المتحدة | الحالة في جمهورية مقدونيا اليوغوسلافية السابقة                                                                                    |
| 1106       | S/RES/1106(1997) | نص الوثيقة على موقع الأمم المتحدة | الحالة في أنغولا |
| 1107       | S/RES/1107(1997) | نص الوثيقة على موقع الأمم المتحدة | الحالة في البوسنة والهرسك |
| 1108       | S/RES/1108(1997) | نص الوثيقة على موقع الأمم المتحدة | الحالة فيما يتعلق بالصحراء الغربية                                                                                                |
| 1109       | S/RES/1109(1997) | نص الوثيقة على موقع الأمم المتحدة | الحالة في الشرق الأوسط |
| 1110       | S/RES/1110(1997) | نص الوثيقة على موقع الأمم المتحدة | الحالة في جمهورية مقدونيا اليوغوسلافية السابقة                                                                                    |
| 1111       | S/RES/1111(1997) | نص الوثيقة على موقع الأمم المتحدة | الحالة في العراق والكويت |
| 1112       | S/RES/1112(1997) | نص الوثيقة على موقع الأمم المتحدة | الحالة في البوسنة والهرسك |
| 1113       | S/RES/1113(1997) | نص الوثيقة على موقع الأمم المتحدة | الحالة في طاجيكستان وعلى الحدود الطاجيكية - الأفغانية                                                                             |
| 1114       | S/RES/1114(1997) | نص الوثيقة على موقع الأمم المتحدة | الحالة في ألبانيا |
| 1115       | S/RES/1115(1997) | نص الوثيقة على موقع الأمم المتحدة | الحالة بين العراق والكويت |
| 1116       | S/RES/1116(1997) | نص الوثيقة على موقع الأمم المتحدة | الحالة في ليبيريا |
| 1117       | S/RES/1117(1997) | نص الوثيقة على موقع الأمم المتحدة | الحالة في قبرص |
| 1118       | S/RES/1118(1997) | نص الوثيقة على موقع الأمم المتحدة | الحالة في أنغولا |
| 1119       | S/RES/1119(1997) | نص الوثيقة على موقع الأمم المتحدة | الحالة في كرواتي |
| 1120       | S/RES/1120(1997) | نص الوثيقة على موقع الأمم المتحدة | الحالة في كرواتي |
| 1121       | S/RES/1121(1997) | نص الوثيقة على موقع الأمم المتحدة | عمليات الأمم المتحدة لحفظ السلم: ميدالية داغ همرشولد                                                                              |
| 1122       | S/RES/1122(1997) | نص الوثيقة على موقع الأمم المتحدة | الحالة في الشرق الأوسط |
| 1123       | S/RES/1123(1997) | نص الوثيقة على موقع الأمم المتحدة | المسألة المتعلقة بهايتي |
| 1124       | S/RES/1124(1997) | نص الوثيقة على موقع الأمم المتحدة | الحالة في جورجيا |
| 1125       | S/RES/1125(1997) | نص الوثيقة على موقع الأمم المتحدة | الحالة في جمهورية أفريقيا الوسطى                                                                                                  |
| 1126       | S/RES/1126(1997) | نص الوثيقة على موقع الأمم المتحدة | إنشاء محكمة دولية لمقاضاة الأشخاص المسؤولين عن الانتهاكات الجسيمة للقانون الإنساني الدولي التي ارتكبت في إقليم يوغوسلافيا السابقة |
| 1127       | S/RES/1127(1997) | نص الوثيقة على موقع الأمم المتحدة | الحالة في أنغولا |
| 1128       | S/RES/1128(1997) | نص الوثيقة على موقع الأمم المتحدة | الحالة في طاجيكستان وعلى الحدود الطاجيكية - الأفغانية                                                                             |
| 1129       | S/RES/1129(1997) | نص الوثيقة على موقع الأمم المتحدة | الحالة بين العراق والكويت |
| 1130       | S/RES/1130(1997) | نص الوثيقة على موقع الأمم المتحدة | الحالة في أنغولا |
| 1131       | S/RES/1131(1997) | نص الوثيقة على موقع الأمم المتحدة | الحالة المتعلقة بالصحراء الغربية                                                                                                  |
| 1132       | S/RES/1132(1997) | نص الوثيقة على موقع الأمم المتحدة | الحالة في سيراليون |
| 1133       | S/RES/1133(1997) | نص الوثيقة على موقع الأمم المتحدة | الحالة المتعلقة بالصحرء الغربية                                                                                                   |
| 1134       | S/RES/1134(1997) | نص الوثيقة على موقع الأمم المتحدة | الحالة بين العراق والكويت |
| 1135       | S/RES/1135(1997) | نص الوثيقة على موقع الأمم المتحدة | الحالة في أنغولا |
| 1136       | S/RES/1136(1997) | نص الوثيقة على موقع الأمم المتحدة | الحالة في أفريقيا الوسطى |
| 1137       | S/RES/1137(1997) | نص الوثيقة على موقع الأمم المتحدة | الحالة بين العراق والكويت |
| 1138       | S/RES/1138(1997) | نص الوثيقة على موقع الأمم المتحدة | الحالة في طاجيكستان وعلى الحدود الطاجيكية - الأفغانية                                                                             |
| 1139       | S/RES/1139(1997) | نص الوثيقة على موقع الأمم المتحدة | الحالة في الشرق الأوسط |
| 1140       | S/RES/1140(1997) | نص الوثيقة على موقع الأمم المتحدة | الحالة في جمهورية مقدونيا اليوغوسلافية السابقة                                                                                    |
| 1141       | S/RES/1141(1997) | نص الوثيقة على موقع الأمم المتحدة | المسألة المتعلقة بهايتي |
| 1142       | S/RES/1142(1997) | نص الوثيقة على موقع الأمم المتحدة | الحالة في جمهورية مقدونيا اليوغوسلافية السابقة                                                                                    |
| 1143       | S/RES/1143(1997) | نص الوثيقة على موقع الأمم المتحدة | الحالة بين العراق والكويت |
| 1144       | S/RES/1144(1997) | نص الوثيقة على موقع الأمم المتحدة | الحالة في البوسنة والهرسك |
| 1145       | S/RES/1145(1997) | نص الوثيقة على موقع الأمم المتحدة | الحالة في كرواتيا |
| 1146       | S/RES/1146(1997) | نص الوثيقة على موقع الأمم المتحدة | الحالة في قبرص |

## المرجع
1. ↑  "قرارات مجلس الأمن". الأمم المتحدة. مؤرشف من الأصل في 2019-01-17. اطلع عليه بتاريخ 22 شباط / فبراير 2017. {{استشهاد ويب}}: تحقق من التاريخ في: |تاريخ الوصول= (مساعدة)